# Colt Armory
Colt Armory історичний заводський комплекс з виробництва вогнепальної зброї, створений Семюелем Кольтом. Він розташований в Гартфорді, штат Коннектикут на березі ріки Коннектикут, а з 2008 року став частиною історичного району Колтсвіль, під назвою район Національної історичної пам'ятки. Заплановано стати частиною Національного історичного парку Колтсвіль, який зараз проходить планування Службою національних парків США.

## Історія

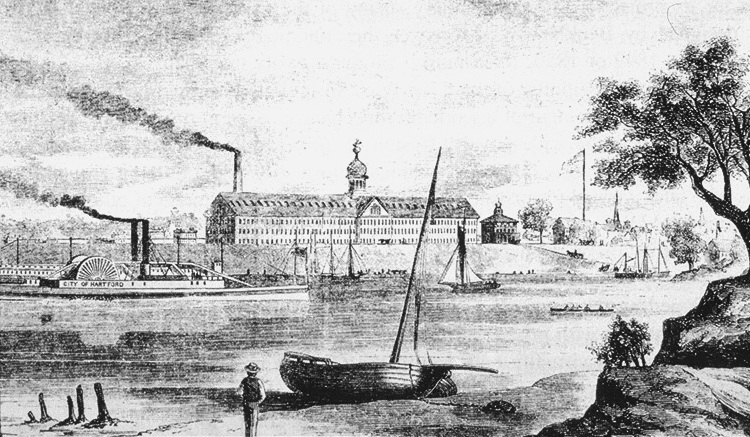
Colt Armory, спочатку East Armory в 1857 році

Збройний завод було побудовано на території площею 110 га на початку 1855 року. Низько розташовані, часто затоплені луки були відокремлені від ріки дамбою довжиною 3,2 км і осушені. Будівництво дамби та перших будівель заводу було завершено в 1855 році, а будинок Кольта Armsmear було побудовано наступного року на пагорбі з видом на завод.
Незабаром Кольт побудував 20 будинків на шість/вісім сімей (10 з яких зберіглося) на Хайсхоп та Ван Блок авеню для кваліфікованих робітників. Завод Кольта 1855 року East Armory майже повністю було знищено пожежею в 1864 році; від цих оригінальних споруд залишились лише дві невеликі прибудови (кузня та ливарня). Завод West Armory (побудований в 1861 році) було знищено перед Другою світовою війною.

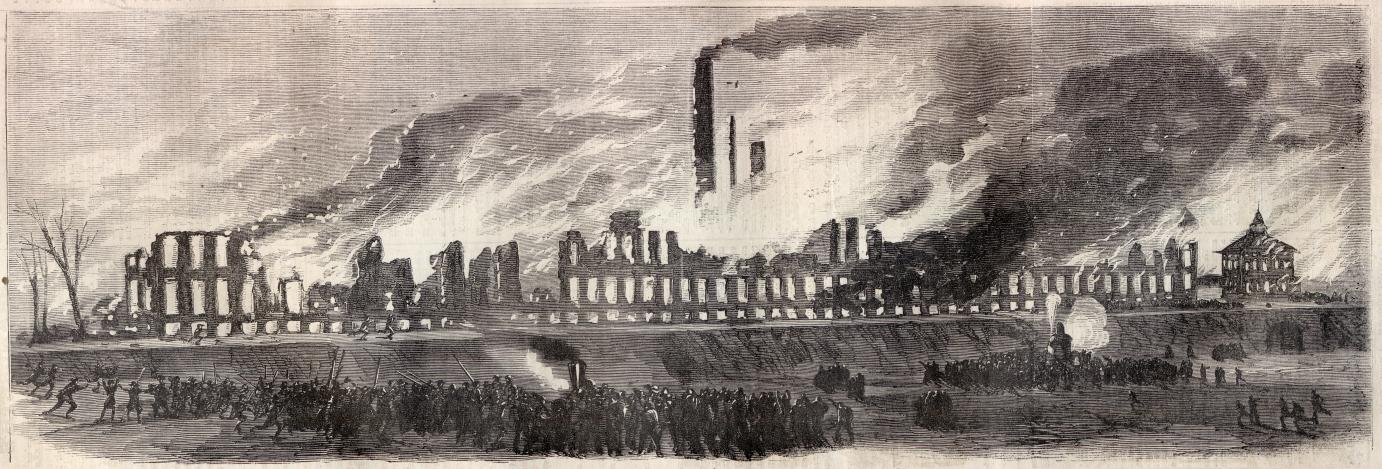
Пожежа в East Armory, 1864 рік

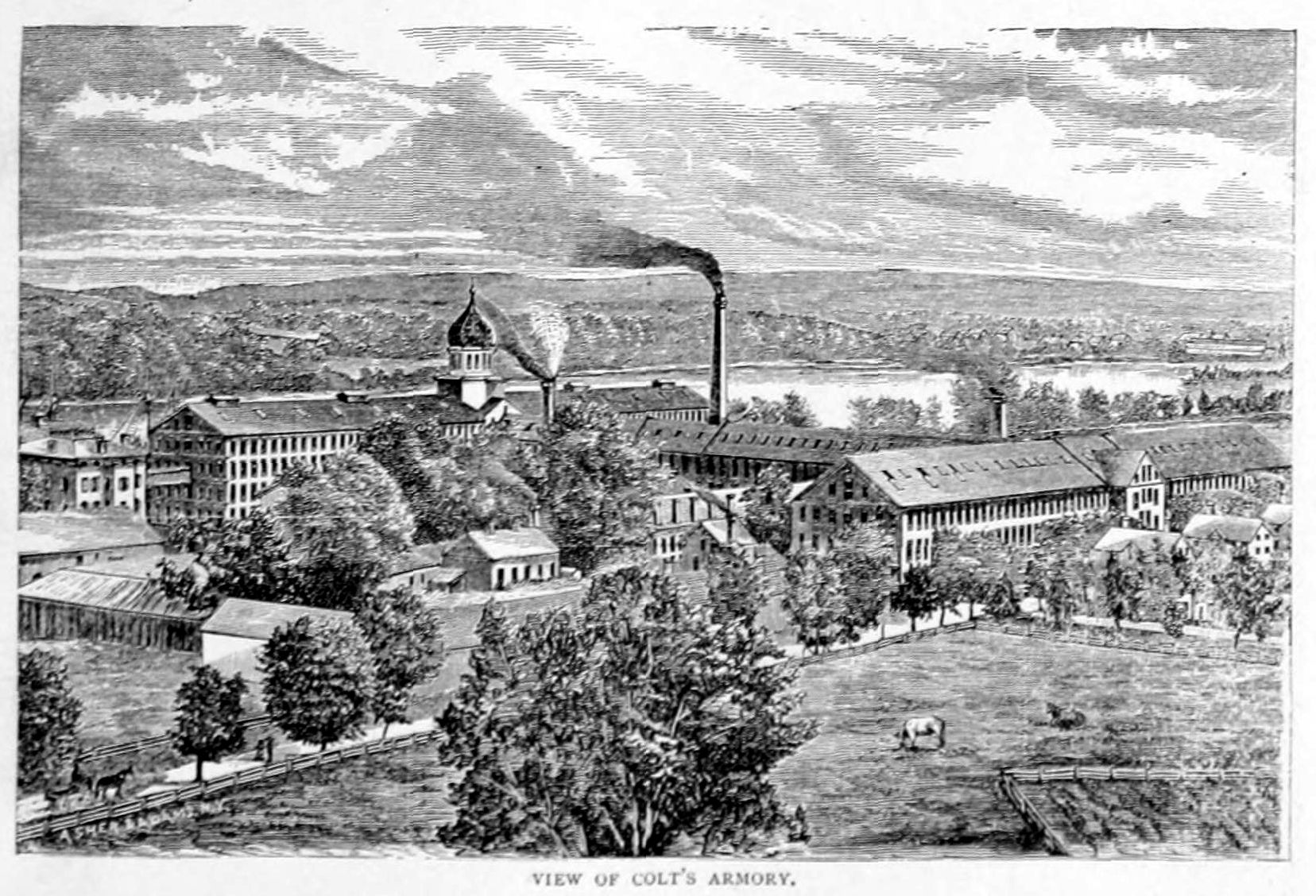
Colt's Armory, 1896 рік.

Після пожежі 1864 року, East Armory було перебудована на фундаменті свого попередника за проектом генерала Вільяма Б. Франкліна, генерального директора компанії і колишнього інженера армії США, і завершено в 1867 році. Це 5-поверхова цегляна будівля з вставками з коричневого каменю, розмірами 155 на 19 м, з головним входом в центрі п'ятиповерхового павільйону, який виступає на 3 м від головного фасаду. Будівля увінчана характерним куполом з листового металу в формі цибулини, пофарбованим в темно-синій колір з золотими зірками і нагадує купол збройного заводу 1855 року. На куполі знаходиться позолочена куля, а над ним — позолочена копія оригінального "Rampant Colt" зі скловолокна. (Його позолочений дерев'яний оригінал тепер виставлено в Музеї історії Коннектикуту в Державній бібліотеці Коннектикуту.)
Чотири парові машини Портера-Аллена приводили в дію верстати за допомогою чисельних валов та ременів. Марк Твен, який мешкав поряд в, в 1868 році відвідав завод Кольта і так його описував: "Він складається з безлічі високих цегляних будівель, і на кожному поверсі - велика кількість дивних залізних машин... заплутаний ліс прутів, брусків, шківів, коліс і механізмів всіх уявних і немислимих форм... Мабуть, треба мати великі мізки, щоб винайти все ці речі, які б могли зайняти 50 Сенатів, таких як наш."
Зараз заводський комплекс включає: ковальський і ливарний цехи (від початкової фабрики 1855 року); East Armory з куполом у вигляді цибулини синього кольору перебудований в 1867 році; South та North Armories (1921), механічний цех, склад, електростанцію та гараж, побудовані в 1916 році для виробництва під час Першої світової війни; та офісну будівлю, яку побудували під час Другої світової війни (1942).  Штат Коннектикут намагається передати комплекс під управління адміністрації Національного парку, як Національний історичний парк, подібно до призначення, наданого Національному історичному парку Лоуелл, ще одному важливому об'єкту в історії американського індустріалізму.
В 1994 році Colt's Manufacturing Company покинула комплекс Гартфорд через фінансові складнощі, зосередившись на роботі в Вест-Гартфорді, штат Коннектикут, який було відкрито в 1960-х роках. Колишній орендар в East Armory, U.S. Fire Arms Manufacturing Company, спочатку випускав репліки історичної зброї Кольта, до припинення виробництва реплік.

## Друкарський прес Colt Armory
Окрім вогнепальної зброї завод випускав різні речі за контрактом різних компаній. Найвідомішим був друкарський прес, який розробив Мерріт Геллі, відомий як Universal. З 1873 по 1902 роки, завод випустив серію цих пресів, які заробили репутацію кращого преса з ручним завантаженням з коли-небудь створених (репутація, яка зберіглася до нашого часу). Зрештою ці преси стали відомими, як преси "Colt Armory", хоча їх поставляли під різними назвами, в тому числі Colt's Armory, Universal, Victoria, Hartford, National та Laureate. Захоплююча історія конструювання, виробництва, продажу та ділових битв за цими легендарними друкарськими пресами була підсумована в статті 1983 року в друкарському журналі Type & Press.